# Mausoleo degli Emiri Kara Koyunlu
Il mausoleo degli Emiri Kara Koyunlu (Արգավանդի դամբարան) è una costruzione funeraria eretta nel 1413 nel villaggio di Argavand, a poca distanza dalla capitale armena di Erevan, dedicata ai Kara Koyunlu, federazione tribale stanziata nei territori che corrispondono all'attuale Azerbaigian.

## Architettura

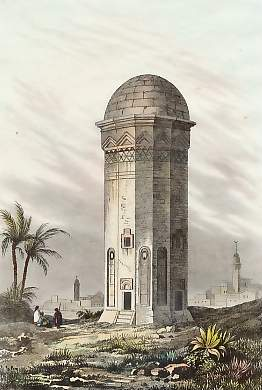
Rotocalco raffigurante il mausoleo

Il mausoleo si sviluppa su una pianta decagonale. Ciascuno dei prospetti del monumento si estende dal basamento sino all'imposta della volta. Dal punto di vista architettonico l'alzato della struttura si può idealmente dividere in tre parti: una inferiore, dove è presente l'ingresso, una mediana, traforata da due finestre e ornata da elementi decorativi, e una superiore voltata. Il corpo principale della torre è realizzato in tufo con un'anima laterizia.
L'apparato ornamentale del mausoleo, consistente in tasselli ceramici smaltati di colore blu e turchese, è ancora parzialmente visibile nella porzione superiore della torre, poco sotto l'imposta su cui si eleva la volta. Al di sotto del rivestimento ceramico si estende una modanatura decorativa, mentre un fregio in bassorilievo circonda la parte superiore della torre funeraria è inscritto in arabo e reca una famosa sūra del Corano, per poi porre omaggio a Emir Pir-Hussein, il figlio di Sa'ad. L'iscrizione così recita:
Ha ordinato di erigere questa tomba benedetta (kubba) il più grande, il più nobile, il più ricco di generosità e magnanimità, supporto di re e sultani, rifugio per i deboli e i poveri, guardiano degli scienziati e coloro che cercano la conoscenza, aiuto ai poveri e viandanti, la gloria dello stato e della fede, Emir Pir-Hussein, figlio dell'ultimo emiro assoluto elevato al suo patrocinio, il più misericordioso emiro Sa'ad ... possa la terra giacere leggera su di lui ... nei giorni del regno di il Grande Sultano, il più generoso Khaqan, il Sultano dei Sultani in Oriente e in Occidente, l'aiuto dello stato e della fede, Pir Budaq Khan e Yusef Noyän ... possa Allah perpetuare il loro potere, il quindicesimo Rajab dell'anno 816 [11 ottobre 1413]»
La torre è accessibile da un singolo ingresso: come già accennato, l'interno è aeroilluminato da due piccole aperture rettangolare aperte nei prospetti nord e sud, centrate tra le porzioni superiore e inferiore del complesso.

## Galleria d'immagini

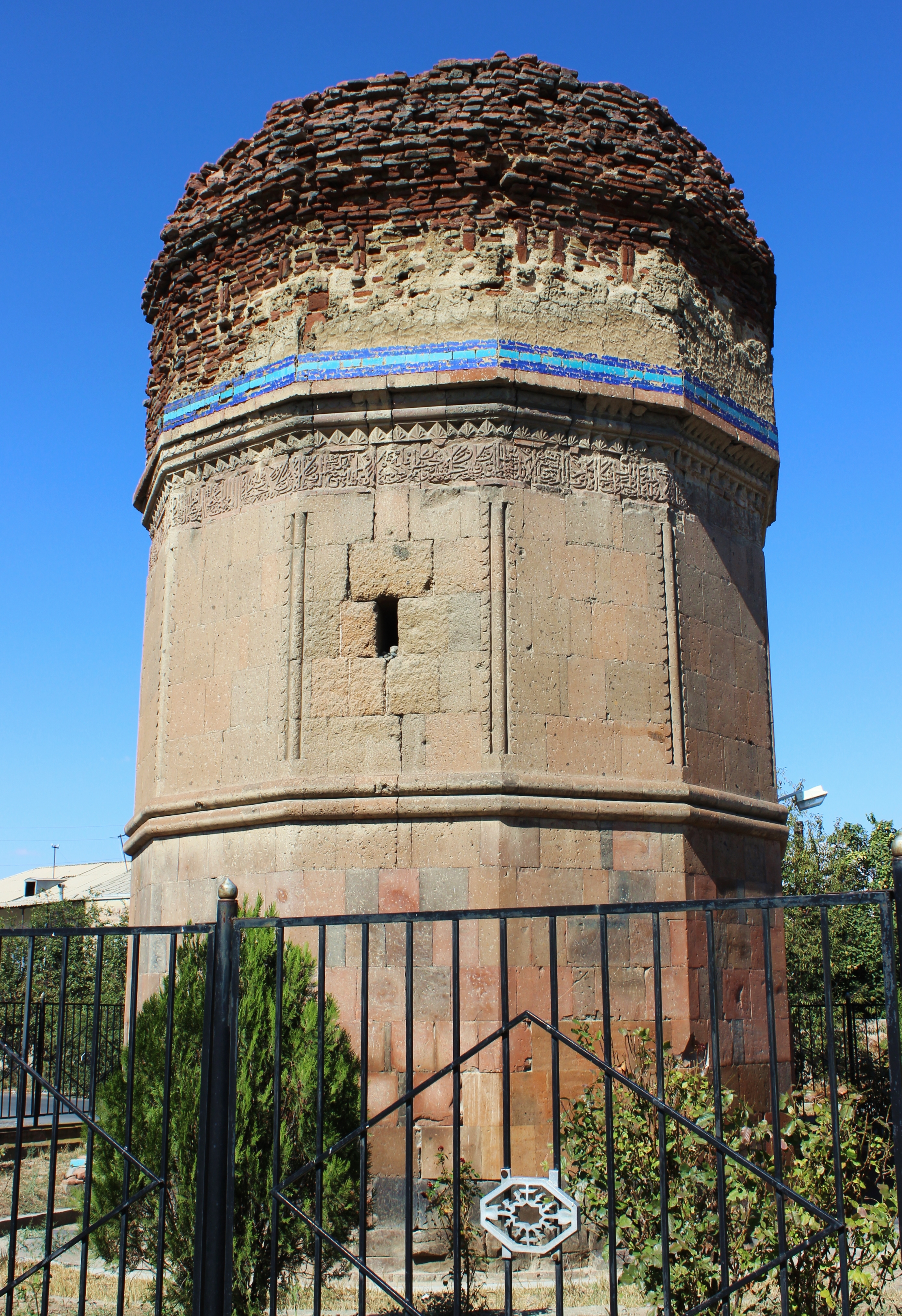
Prospetto sud del mausoleo.
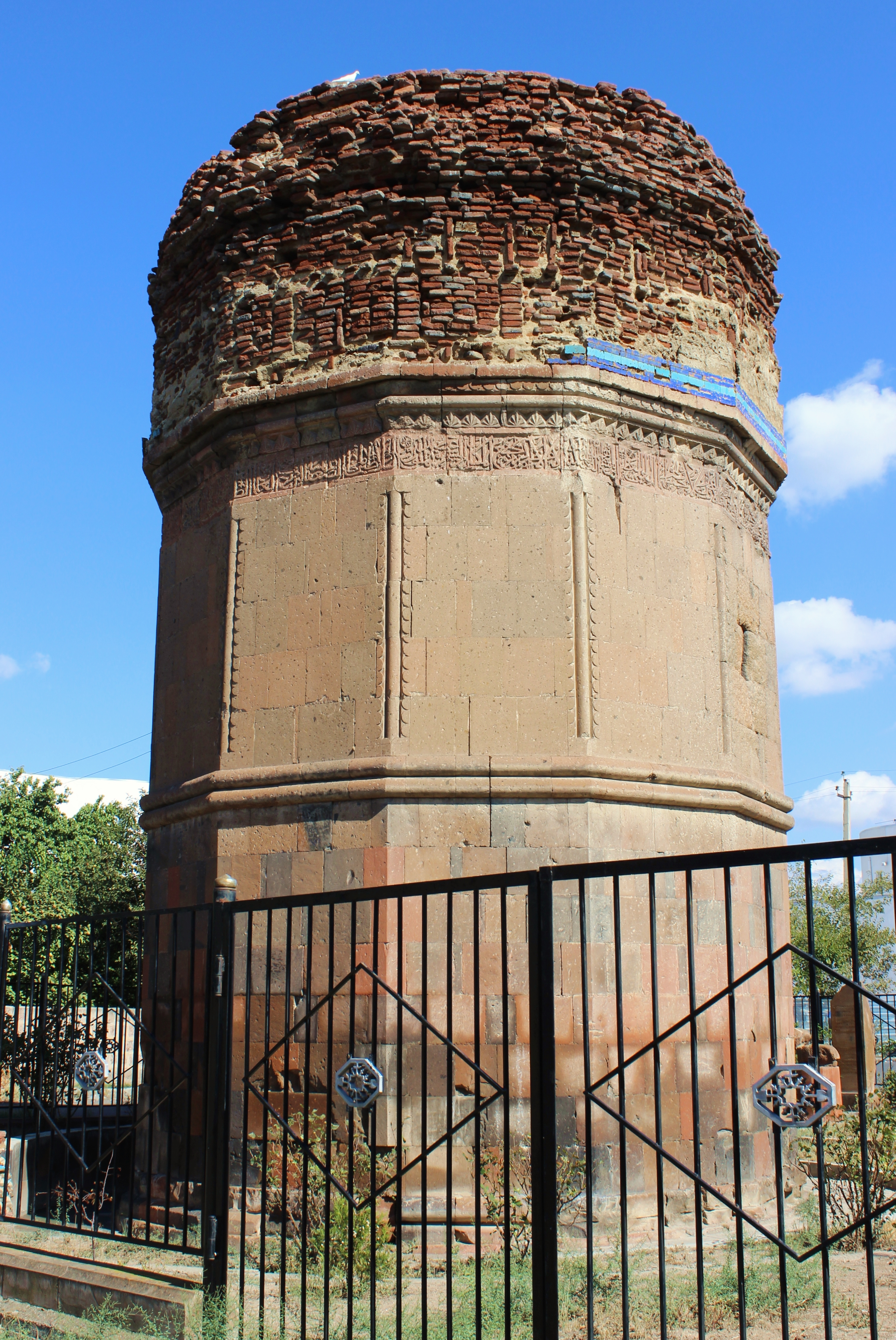
Prospetto sudoccidentale del mausoleo.
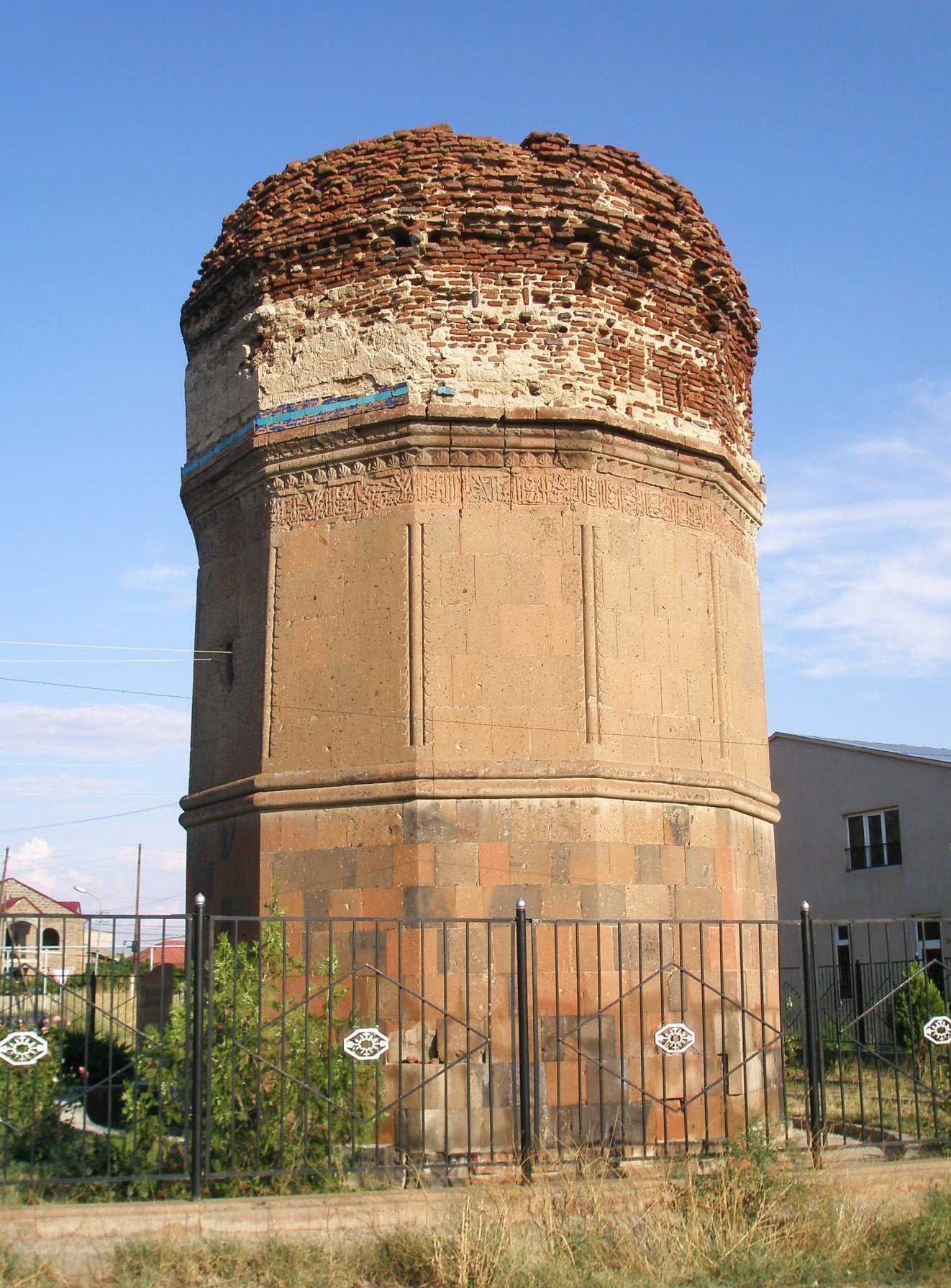
Prospetto occidentale del mausoleo.
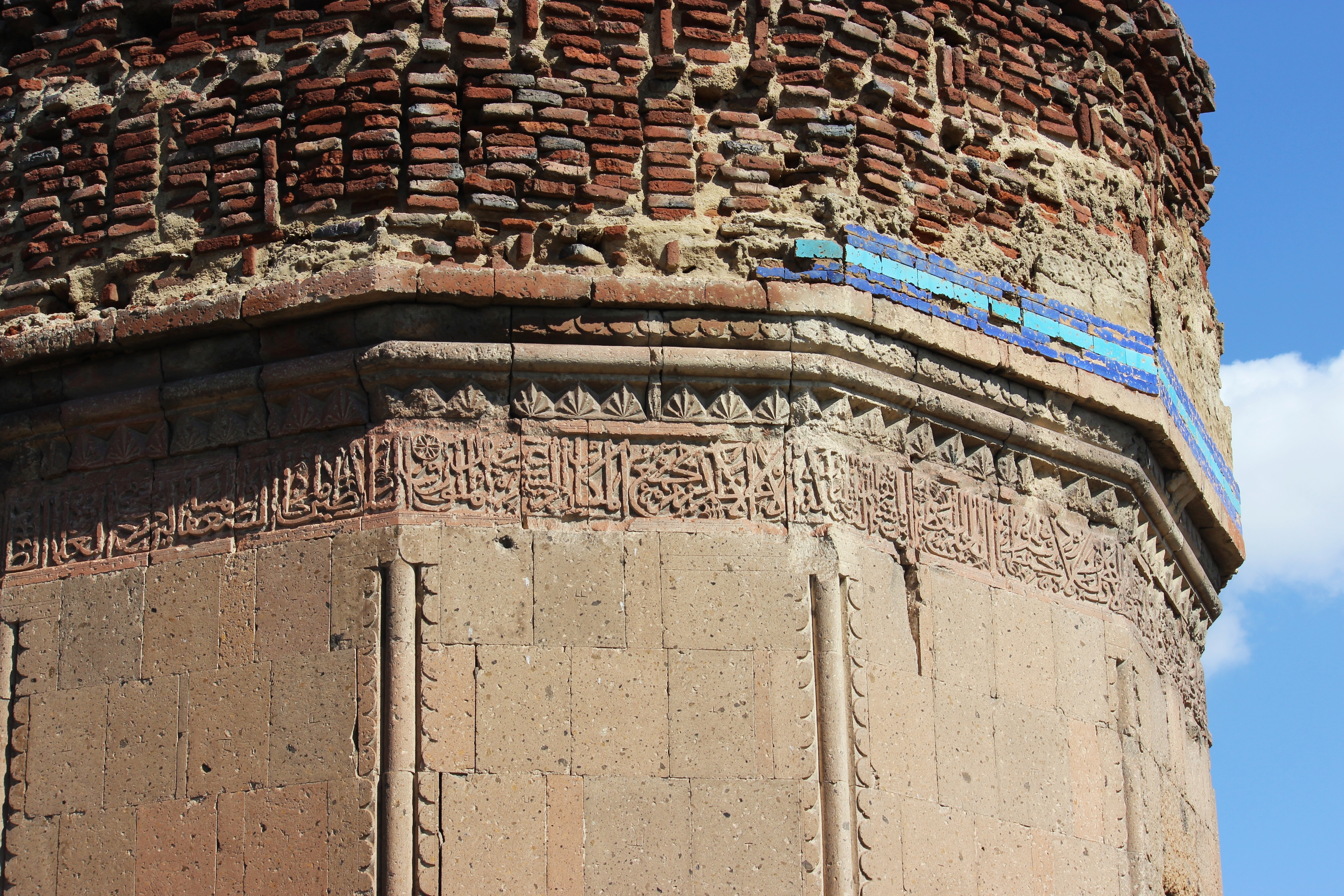
Dettaglio dell'iscrizione posta inferiormente alla cupola.
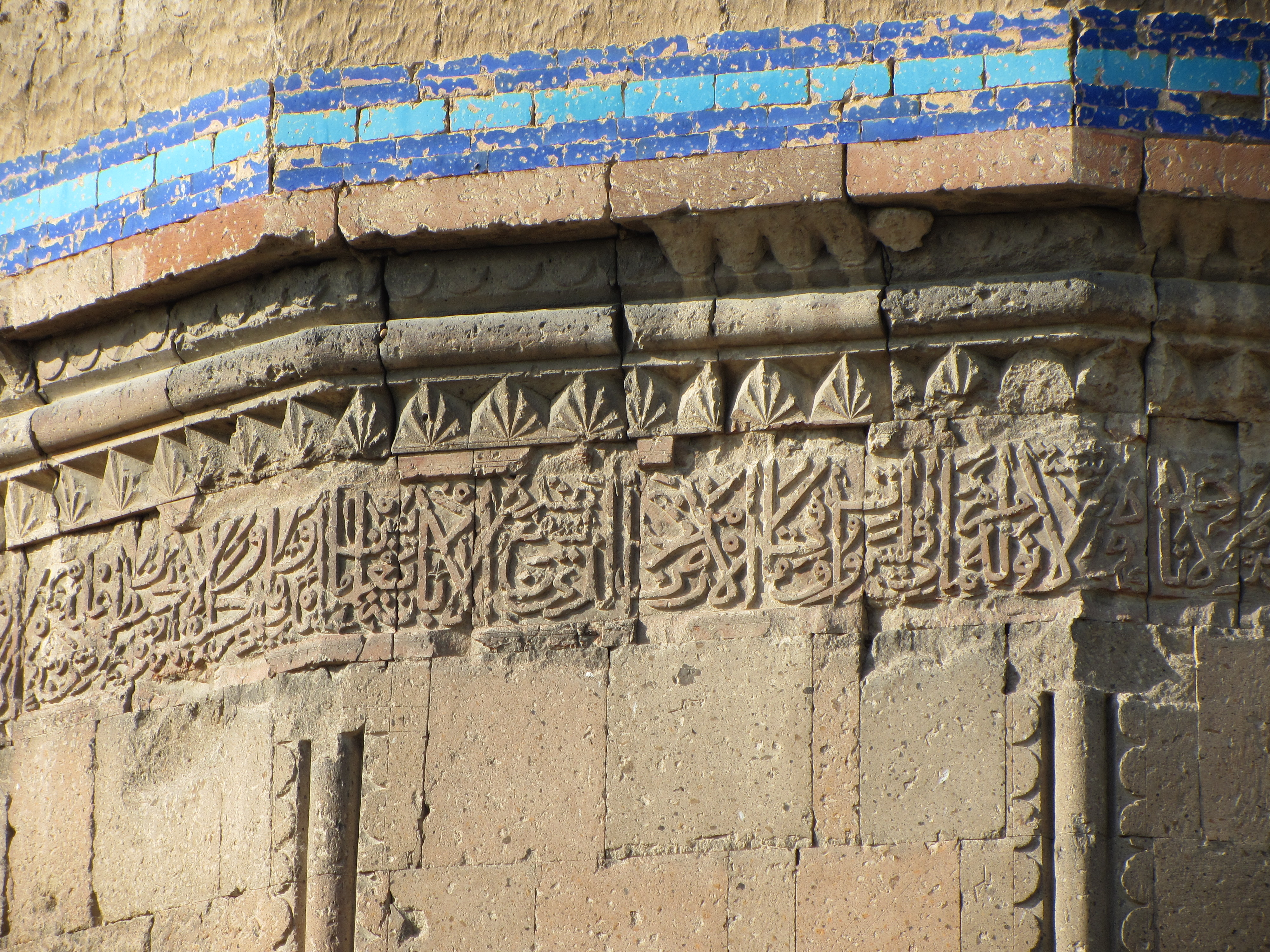
Dettaglio dell'iscrizione posta inferiormente alla cupola.
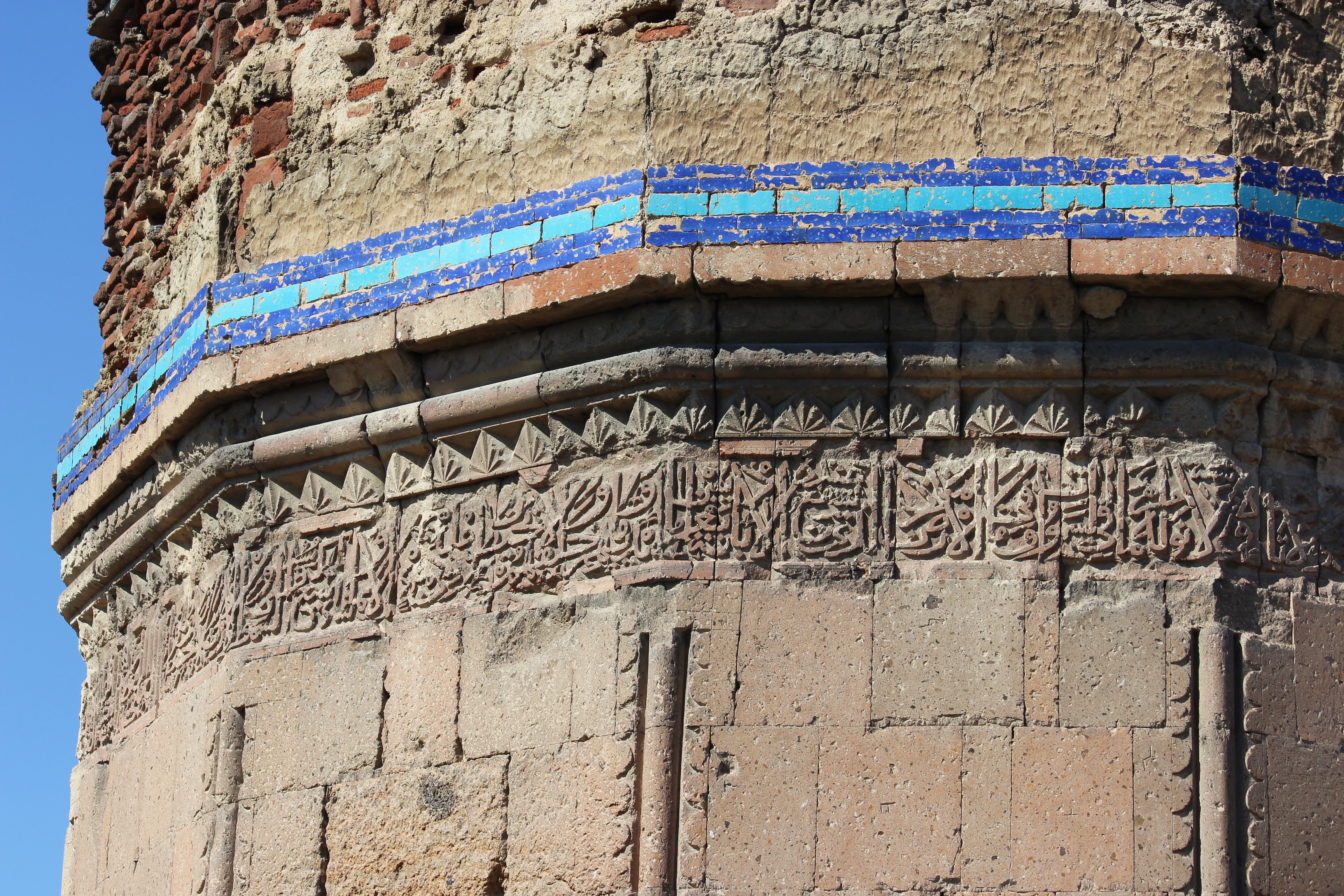
Dettaglio dell'iscrizione posta inferiormente alla cupola.